# 小行星9607
小行星9607（英語：9607）是一颗围绕太阳公转的小行星。1992年2月29日，烏普薩拉－ESO小行星及彗星巡天在拉西拉天文台发现了此天体。
这颗小行星的绝对星等为294.60024等。